# چورایوو (شهرستان میاکینسکی، باشقیرستان)
چورایوو (انگلیسی: Churayevo, Miyakinsky District, Republic of Bashkortostan) یک شهرک در شهرستان میاکینسکی استان باشقیرستان کشور روسیه است.